# Echinodorus emersus
Echinodorus emersus är en svaltingväxtart som beskrevs av Lehtonen. Echinodorus emersus ingår i släktet Echinodorus och familjen svaltingväxter. Inga underarter finns listade.